# U-185
O Unterseeboot 185 foi um submarino alemão que serviu na Kriegsmarine durante a Segunda Guerra Mundial.
O submarino foi afundado no dia 24 de Agosto de 1943 no meio do Atlantico por cargas de profundidade lançados de 3 aeronaves Avenger e Wildcat do navio de escolta norte-americano USS Core, causando a morte de 29 tripulantes e 22 sobreviveram.

## Comandante
| Comandante         | Data                                       |
| ------------------ | ------------------------------------------ |
| Kptlt. August Maus | 13 de Junho de 1942 - 24 de Agosto de 1943 |

## Carreira

### Subordinação
| 13 de Junho de 1942 - 31 de Outubro de 1942  | 4. Unterseebootsflottille  |
| 1 de Novembro de 1942 - 24 de Agosto de 1943 | 10. Unterseebootsflottille |

### Patrulhas
|       | Comandante         | Partida     | Partida  | Chegada     | Chegada  | Dias     | Toneladas |
| ----- | ------------------ | ----------- | -------- | ----------- | -------- | -------- | --------- |
| 1     | Kptlt. August Maus | 27 Out 1942 | Kiel     | 1 Jan 1943  | Lorient  | 67 dias  | 5,476     |
| 2     | Kptlt. August Maus | 8 Fev 1943  | Lorient  | 3 Mai 1943  | Bordeaux | 85 dias  | 20,504    |
| 3     | Kptlt. August Maus | 9 Jun 1943  | Bordeaux | 24 Ago 1943 | Sunk     | 77 dias  | 43,621    |
| Total | Total              | Total       | Total    | Total       | Total    | 229 dias | 69 601 t  |

### Sucessos
| Data        | Comandante  | Nome da Embarcação     | Toneladas | Nacionalidade   |
| ----------- | ----------- | ---------------------- | --------- | --------------- |
| 7 Dez 1942  | August Maus | Peter Mærsk            | 5,476     | britânico       |
| 10 Mar 1943 | August Maus | James Sprunt           | 7,177     | norte-americano |
| 10 Mar 1943 | August Maus | Virginia Sinclair      | 6,151     | norte-americano |
| 6 Abr 1943  | August Maus | John Sevier            | 7,176     | norte-americano |
| 7 Jul 1943  | August Maus | James Robertson        | 7,176     | norte-americano |
| 7 Jul 1943  | August Maus | S.B. Hunt (danificado) | 6,840     | norte-americano |
| 7 Jul 1943  | August Maus | Thomas Sinnickson      | 7,176     | norte-americano |
| 7 Jul 1943  | August Maus | William Boyce Thompson | 7,061     | norte-americano |
| 1 Ago 1943  | August Maus | Bagé                   | 8,235     | brasileiro      |
| 6 Ago 1943  | August Maus | Fort Halkett           | 7,133     | britânico       |
| Total       | Total       | Total                  | 69 601    |                 |